# Дёрнберг, Стефан
Стефан Дёрнберг (нем. Stefan Doernberg; 21 июня 1924, Берлин — 3 мая 2010, Берлин) — немецкий историк, редактор, журналист.

## Биография
Сын функционера КПГ. В 1935 году вместе с родителями, имевшими еврейское происхождение, переехал в СССР. В 1941 году окончил немецкую школу им. Карла Либкнехта в Москве.
С началом Великой Отечественной войны в 1941 году записался добровольцем служить в Красную Армию. В 1942 году был отправлен в трудовой лагерь на Урале, но через некоторое время был направлен на учёбу в школу Коминтерна, а по её окончании — на фронт. В звании лейтенанта участвовал в Великой Отечественной войне, в составе 8-й гвардейской армии воевал на Украине, в Польше и в боях за Берлин.
В 1945 году вернулся в Германию. В 1946—1950 годах работал в советской военной администрации в Мекленбурге переводчиком при генерале М. А. Скосыреве. Был внешнеполитическим редактором газеты Tägliche Rundschau. Заочно учился на историческом факультете МГУ. В 1962 году стал директором Германского института современной истории ГДР.
В 1983—1987 годах — посол ГДР в Финляндии.

## Награды
- Орден «Звезда дружбы народов» в золоте.
- Орден Дружбы (24 сентября 2001 года, Россия) — за большой вклад в укрепление мира и дружбы между народами России и Германии[5].
- Юбилейная медаль «65 лет Победы в Великой Отечественной войне 1941—1945 гг.» (2010)[6].
- Нагрудный знак МИД России «За вклад в международное сотрудничество» (2010)[6].

## Сочинения
- Рождение новой Германии 1945—1949. 1962.
- Краткая история ГДР. Москва, Мысль, 1971 г.
- Освобождение. Год 1945. Свидетельство очевидца. М. Международные отношения. 1978 г.